# Broadchurch (seizoen 3)
Dit artikel vat het derde seizoen van Broadchurch samen en lijst met hoofdrolspelers. Dit seizoen liep van 27 februari 2017 tot en met 17 april 2017 en bevat acht afleveringen.

## Hoofdrolspelers

### Politie
- David Tennant - inspecteur Alec Hardy: Keert terug naar Broadchurch na een tijdelijke afwezigheid, en gaat weer met rechercheur Miller werken. Tijdens zijn werkzaamheden krijgt hij ook te maken met zijn dochter Daisy die nu bij hem woont.
- Olivia Colman - rechercheur Ellie Miller: Na het wegsturen van haar man Joe moet zij een nieuw leven opbouwen met haar zonen Fred en Tom, en haar vader die bij haar in is komen wonen. Op haar werk wordt zij weer herenigd met inspecteur Hardy.
- Georgina Campbell – rechercheur Katie Harford: Een rechercheur die pas in Broadchurch is komen werken. Tijdens haar werk krijgt zij te maken met tegenstrijdige belangen als haar vader een verdachte wordt in het onderzoek.

### Familie Latimers
- Jodie Whittaker - Beth Latimer: Moeder van Chloe, Lizzie en de vermoorde Danny en echtgenote van Mark. Ondanks het verdriet over het verlies van Danny wil zij haar leven weer oppakken, en werkt als maatschappelijk werkster bij slachtofferhulp
- Andrew Buchan - Mark Latimer: Vader van Choe, Lizzie en de vermoorde Danny en echtgenoot van Beth. Hij leeft apart van zijn gezin omdat hij nog steeds rouwt om het verlies van Danny. Tijdens zijn dromen wordt hij geplaagd met het verschijnen van Danny.
- Charlotte Beaumont - Chloe Latimer: Achttienjarige dochter van Mark en Beth, en oudere zus van Lizzie.
- Emily Allison - Lizzie Latimer: Pasgeboren dochter van Beth en Mark, en kleine zus van Chloe.

### Familie Miller
- Olivia Colman - rechercheur Ellie Miller: zie beschrijving bij Politie.
- Roy Hudd - David Barrett: Vader van Ellie en opa van Tom en Fred. Na het overlijden van zijn vrouw is hij in het huis van zijn dochter Ellie komen wonen.
- Benji Yapp - Fred Miller: Jongste zoon van Ellie, en kleine broer van Tom.
- Adam Wilson - Tom Miller: Vijftienjarige zoon van Ellie, en oudere broer van Fred.
- Matthew Gravelle - Joe Miller: Vader van Fred en Tom, en ex-man van Ellie. Verbannen na de moord op Danny uit Broadchurch, en woont nu in Liverpool waar hij als beveiliger werkt.

### Familie Lucas
- Sebastian Armesto - Clive Lucas: Echtgenoot van Lindsay en stiefvader van Michael. Hij werkt als taxichauffeur en heeft diverse malen Trish vervoert.
- Becky Brunning – Lindsay Lucas: Echtgenote van Clive en moeder van Michael. Zij is bewust van het vreemdgaan van haar man, maar uit geloof blijft zij toch bij hem.
- Deon Lee-Williams – Michael Lucas: Zoon van Lindsay en stiefzoon van Clive. Vriend van Tom Miller en klasgenoot van Daisy Hardy.

### Dorpsbewoners
- Julie Hesmondhalgh - Trish Winterman: Moeder van Leah en echtgenote van haar vervreemde echtgenoot Ian. Zij wordt slachtoffer van een brutale verkrachting op het feest van haar vriendin Cath Atwood.
- Sarah Parish - Cath Atwood: Echtgenote van Jim, vriendin en collega van Trish. De verkrachting van Trish gebeurde tijdens haar verjaardagfeest.
- Mark Bazeley - Jim Atwood: Echtgenoot van Cath en bezit een lokale garagebedrijf. Hij was verantwoordelijk over de gastenlijst voor de verjaardag van zijn vrouw.
- Lenny Henry - Ed Burnett: Eigenaar van een lokale winkel waar Trish en Cath werkzaam zijn, en vader van rechercheur Katie Harford
- Kelly Gough - Laura Benson: Na de verkrachting van Trish komt zij voorwaarts met de mededeling dat zij twee jaar geleden op dezelfde wijze ook zo verkracht werd.
- Arthur Darvill - dominee Paul Coates: Dominee in de plaatselijke kerk, waar hij met lede ogen ziet hoe de bezoekersaantal terugloopt.
- Joe Sims - Nigel "Nige" Carter: Beste vriend en werknemer van Mark Latimer.
- Hannah Rae - Daisy Hardy: Zeventienjarige dochter van Alec Hardy die nu bij hem inwoont.
- Sunetra Sarker - Sahana Harrison: Maatschappelijk werkster en baas van Beth bij slachtofferhulp.
- Chris Mason – Leo Humphries: Een jonge zakenman die het bedrijf in visgerei van zijn vader leidt.
- Jim Howick – Aaron Mayford: Veroordeelde verkrachter die pas in vrijheid is gekomen.
- Richard Hope - Arthur Tamworth: Eigenaar van het gebouw waarin het feest van Cath Atwood werd gehouden, en Trish werd verkracht.
- Hannah Millward - Leah Winterman: Dochter van Trish en Ian Winterman, en woont nu bij haar moeder. Tijdens de aanval op haar moeder was zij in Londen.
- Charlie Higson - Ian Winterman: Vader van Leah en echtgenoot van Trish. Werkt als leraar en heeft zes maanden geleden zijn gezin verlaten voor zijn nieuwe vriendin Sarah.
- Charlotte Lucas - Sarah Elsey: Collega en vriendin van Ian Winterman

### Lokale media
- Carolyn Pickles - Maggie Radcliffe: Editor van de lokale krant The Broadchurch Echo, waar zij moeite heeft dat zij verantwoording af moet leggen bij een nieuwe redactrice.
- Mariah Gale - Caroline Hughes: De jongere baas van Maggie en eigenaresse van een mediabedrijf dat The Broadchurch Echo bezit. Caroline wil tegen de zin van Maggie in de krant meer sensatie in plaats van echte nieuws.

## Afleveringen
| Nr. | Aflevering | Titel        | Regisseur            | Schrijver(s)   | Selectie gastrollen                                                                                             | Uitzenddatum     |  |
| --- | ---------- | ------------ | -------------------- | -------------- | --- | ---------------- |  |
| 1 | 1          | aflevering 1 | Paul Andrew Williams | Chris Chibnall | Steve Bennett - politieagent Bob Peter De Jersey - forensisch onderzoeker Brian Young Andrea Hall - Anna Palmer | 27 februari 2017 |  |
| Trish Winterman verklaart enkele dagen geleden verkracht te zijn na een feest dat gehouden werd door Jim en Cath Atwood. Zij werd neergeslagen en kon zo niet zien wie de dader was. Ellie Miller en Alec Hardy worden op deze zaak gezet, en vermoeden dat deze verkrachting een vooropgezet plan was. Dit zorgt ervoor dat zij nu bang zijn dat zij met een serieverkrachter te maken hebben, en dat hij nog een keer toe zal slaan. Ondertussen heeft Mark Latimer het nog steeds moeilijk met de moord op zijn zoon Danny, en leeft momenteel apart van zijn vrouw Beth en dochter Chloe. |            |              |                      |                | |                  |  |
| 2 | 2          | aflevering 2 | Paul Andrew Williams | Chris Chibnall | Ollie Douglas - Malek Dunton Julie Barclay - Angela                                                             | 6 maart 2017     |  |
| Ellie en Hardy vervolgen hun onderzoek, en focussen zich op de gebruikte vislijn wat gebruikt werd tijdens de aanval en verzamelen vrijwillig afgedragen DNA materiaal van de aanwezige mannelijke gasten op het feest. Zij krijgen hierbij te maken met mensen die niet mee willen werken, inclusief het slachtoffer Trish. Leo Humphries, een twintiger die de viswinkel van zijn vader leidt, is niet echt bereid om samples van vislijnen te leveren voor hun onderzoek. Ellie vraagt hulp aan Beth Latimer, die nu werkt als maatschappelijk werkster voor slachtofferhulp, om in contact te komen met Trish. Om het DNA-onderzoek nog lastiger te maken, verklaart Trish dat zij de ochtend voor de verkrachting vrijwillige seks heeft gehad, maar weigert te zeggen met wie. Ondertussen hoort Mark van Beth hoort dat zij maar 11.000 pond krijgen als schadevergoeding voor de moord op Danny, en wordt hier zeer boos over. Later krijgt Trish een dreig SMS van een onbekend nummer, met de tekst: Hou je mond. |            |              |                      |                | |                  |  |
| 3 | 3          | aflevering 3 | Paul Andrew Williams | Chris Chibnall | Jasper Meehan - Daniel Aaron May - Charlie Charles Babalola - Chaz de kok William Andrews - Ben Haywood         | 13 maart 2017    |  |
| Ian Winterman, de vervreemde echtgenoot van Trish, worstelt met zijn herinneringen over wat er op het feest is gebeurd. Dit omdat hij toen zeer dronken was en een black-out kreeg. Taxichauffeur Clive Lucas wordt betrapt op het vertellen van verschillende leugens, en dan bekent hij dat hij na het feest vlakbij een onbekende man had opgepikt. Deze rit had hij niet opgeschreven in zijn rittenboek, en hij vertelt ook dat hij in het verleden werd beschuldigd van het lastigvallen van een vrouwelijke klant. Clive is later gezien met een set sleutels die van Trish blijken te zijn. Ondertussen probeert Mark Latimer Beth ervan te overtuigen om een civiele rechtszaak te beginnen tegen Joe Miller, die nergens te vinden is, voor het doden van hun zoon Danny. Beth en hun dochter Chloe zijn echter hier fel op tegen. |            |              |                      |                | |                  |  |
| 4 | 4          | aflevering 4 | Daniel Nettheim      | Chris Chibnall | Charles Babalola - Chaz de kok Simone Ashley - Dana Simon Cook - Nick Foulkes Steve Bennett - politieagent Bob  | 20 maart 2017    |  |
| Trish vergezelt Ellie en Alec naar het huis waar zij werd aangevallen, om zo te proberen haar herinneringen weer boven te halen over de aanval. Dan herinnert zij zich dat zij buiten in een veld vlak bij een riviertje werd aangevallen, en herinnert zich verder een licht in de verte en een wodkalucht. De huiseigenaar, Arthur Tamworth, geeft aan Ellie en Alec een doos met gevonden spullen van buiten het huis na het feest, inclusief een cricketbat waarmee werd gespeeld. Tevens vertelt Arthur dat een ander bijpassende cricketbat nergens te vinden is. Ellie en Alec ontdekken dan dat de lokale dorpsbewoner Aaron Mayford eerder veroordeeld is voor verkrachting, en dat hij zijn slachtoffers ook vastbond. Aaron geeft met vol vertrouwen een alibi, maar Alec ontdekt dan in zijn garage diverse pin-up foto’s en denkt dat dit zijn motivatie is voor zijn misdaden. Later valt Aaron politieagente Katie Harford lastig, terwijl zij hem observeerde. Dan krijgen Alec en Ellie een doorbraak, er is een DNA match met de verkrachting. Het betreft Jim Atwood, maar hij verklaart dat hij die ochtend voor de verkrachting seks heeft gehad met Trish. De dreig SMS-en die naar Trish werden gestuurd blijken van haar echtgenoot Ian af te komen, maar dat zijn vriendin Sarah Elsey deze had verstuurd. Sarah verklaart dat zij de SMS berichten had verstuurd voordat zij wist van de verkrachting. Een tweede vrouw komt dan bij de politie vertellen dat zij twee jaar geleden ook in een veld werd verkracht. Ondertussen is Mark, zonder medeweten van zijn gezin, nog steeds bezig met de zoektocht naar Joe Miller. Dankzij een privédetective ontdekt hij de verblijfplaats van Joe en vraagt dominee Paul om met hem mee te gaan, wat hij echter weigert. |            |              |                      |                | |                  |  |
| 5 | 5          | aflevering 5 | Daniel Nettheim      | Chris Chibnall | Ines De Clercq - Danielle Lawrence                                                                              | 27 maart 2017    |  |
| Het tweede slachtoffer, Laura Benson, geeft details over haar verkrachting die overeenkomen met de verkrachting op Trish, inclusief het wurgen, vastbinden en de wodkalucht. Zij verklaart dat zij nooit aangifte had gedaan omdat zij toen dronken was, en dat zij nooit geloofd zou worden. Aaron wordt dan gearresteerd voor de verkrachting, omdat hij met de werkgevers van beide slachtoffers heeft gewerkt. Alec en Ellie worden dan ingelicht over een derde slachtoffer die haar verkrachting weigerde aan te geven bij de politie. Dan wordt ontdekt dat Aaron ten tijde van de eerste verkrachting in de gevangenis zat, dus is hij geen verdachte meer. Ian heeft een verblijfplaats nodig nadat hij gebroken heeft met Sarah, en vraagt aan de lokale winkeleigenaar Ed Burnett of hij in zijn caravan kan huren. Ed weigert dit echter omdat hij moet lijden voor het verlaten van Trish. Cath heeft pijn nadat Trish aan haar opbiechtte van haar relatie met haar echtgenoot Jim, en vertelt Jim dat hij thuis niet meer welkom is. Tevens vertelt zij aan haar baas Ed over de relatie tussen Jim en Trish. Taxichauffeur Clive pikt dan Jim op met zijn taxi en vertelt hem dat hij hem met Trish had gezien tijdens de nacht van de verkrachting, en dat zij in een heftige discussie waren verwikkeld. Jim dwingt hem dan te stoppen, en houdt hem in een wurggreep met de mededeling om zijn mond hierover te houden. In de werkplaats van Jim krijgt hij bezoek van Ed die hem aanvalt voor het bedriegen van Cath. Later op de avond sluipt Ian het huis binnen van Trish. Ondertussen is Mark op weg naar Liverpool om Joe te vinden, later ziet hij hem in levenden lijve. |            |              |                      |                | |                  |  |
| 6 | 6          | aflevering 6 | Lewis Arnold         | Chris Chibnall | Oskar McNamara - Danny Latimer Josette Simon - chief superintendent Clark Ellora Torchia - Nira                 | 3 april 2017     |  |
| Mark droomt hoe het leven eruit had kunnen zien als zijn zoon Danny nog leefde, en heeft diverse gesprekken met hem. Hij vindt Joe op zijn nieuwe woonlocatie in Liverpool, en confronteert hem om van hem te horen hoe hij Danny heeft vermoord. Na veel tegenwerking gaat Joe uiteindelijk toch akkoord om Mark alle details te vertellen over wat er toen gebeurd is. Mark was eerst van plan om Joe te verwonden met zijn mes, maar kan dit toch niet over zijn hart verkrijgen en verlaat hem ongeschonden. In Broadchurch doet Jim aangifte tegen Ed die hem heeft mishandeld, en terwijl Ed hiervoor gearresteerd wordt vindt Ellie dezelfde vislijn in zijn werkplaats en hierdoor wordt Ed ook aangeklaagd voor de verkrachting van Trish. Nadat DC Katie Harford bekent dat Ed haar vader is wordt zij onmiddellijk van de zaak gehaald en weggestuurd uit het politiebureau. Ed verklaart onschuldig te zijn voor de verkrachting, maar nadat er duizenden foto's van Trish op zijn computer worden gevonden verklaren Alec en Ellie dat Ed geobsedeerd is door Trish. Ian drong het huis van Trish binnen om de laptop te kunnen bemachtigen, dit om bestanden te kunnen verwijderen, en hij verklaart dat Ed Trish seksueel lastigviel. Het derde slachtoffer van de vermoedelijke serieverkrachter weigert hierover met de politie te spreken, ondanks aandringen van Beth, omdat zij bang is voor de reacties van haar familie. Ellie vindt ondertussen pornofilmpjes op de smartphone van Tom, en die verklaart dat deze afkomen van Michael Lucas. Michael is weer een stiefzoon van taxichauffeur Clive. Beth vertelt aan haar dochter Chloe dat zij een afspraak heeft gemaakt met een advocaat, omdat zij wil scheiden van Mark. Mark is ondertussen weer terug in Broadchurch en worstelt nog steeds met zijn emoties. Na een geladen telefoongesprek met zijn dochter Chloe pakt hij zijn boot waarmee hij de zee opvaart, daar laat hij zich in het water vallen en drijft van de boot weg. |            |              |                      |                | |                  |  |
| 7 | 7          | aflevering 7 | Paul Andrew Williams | Chris Chibnall | Josette Simon - chief superintendent Clark Ellora Torchia - Nira                                                | 10 april 2017    |  |
| Mark wordt door een visser gered uit de zee en wordt in het ziekenhuis opgenomen met hypothermie. Beth voelt zich machteloos tegenover Mark en is bang dat haar huwelijk niet meer te redden is, dit tot verdriet van Chloe. Alec en Ellie moeten beslissen of zij Ed aanklagen voor de verkrachting, en moeten concluderen dat er te weinig bewijs tegen hem is en moeten hem laten gaan. Zij ontdekken dan dat het tweede slachtoffer, voor de verkrachting, gebruik maakte van de autosleepdienst van Jim. Nadat Jim opgepakt wordt vindt zijn vrouw Cath tot haar ontsteltenis een aangebroken doos condooms in zijn auto, en dat hij deze doos heeft gekocht op de dag van haar verjaardagsfeest. Cath vraagt aan Trish of haar aanvaller een condoom heeft gebruikt, nadat zij dit bevestigt brengt Cath de doos condooms naar de politie. Jim verklaart dat hij de condooms had gekocht door een flirt met een serveerster, en dat hij later die avond seks met haar had. De serveerster verklaart later echter dat zij de seks weigerde omdat Jim hardhandig werd. Ian bekent dat hij op de laptop van Trish spyware heeft laten installeren, om haar via de webcam in de gaten te kunnen houden. Na veel twijfeling bekent hij later dat hij dit door Leo Humphries heeft laten installeren. Ed roept zijn dochter Katie naar zijn huis nadat hij een tas met blauwe vislijnen heeft gevonden, Katie ontdekt dat er bloed op de vislijn zit. Lindsay Lucas ontdekt in de garage van haar man Clive een afgesloten kast, en na het openbreken ontdekt zij diverse persoonlijke eigendommen van mensen die Clive heeft gestolen. Onder de spullen in de kast ziet zij ook een sleutelhanger met een foto van Trish. De politie hoort dat op de sok die als knevel is gebruikt DNA sporen zijn gevonden van Trish en een man die in hun bestand staat. |            |              |                      |                | |                  |  |
| 8 | 8          | aflevering 8 | Paul Andrew Williams | Chris Chibnall | Ellora Torchia - Nira Josette Simon - chief superintendent Clark                                                | 17 april 2017    |  |
| Nadat de DNA van Clive is gevonden op de sok die als knevel werd gebruikt wordt hij gearresteerd. Tijdens de arrestatie laat zijn vrouw de gevonden voorwerpen in de kast zien, inclusief de sleutelhanger van Trish. Hij herkent de gebruikte sok omdat hij hiermee voetbal speelt, maar ontkent de verkrachting van Trish. Tegelijkertijd wordt Ed ondervraagd over de gevonden vislijn bij zijn woning, deze tas werd eerder tijdens de huiszoeking niet gevonden. Hij blijft ontkennen iets met de verkrachting te maken te hebben, maar bekent wel tijdens zijn wandeltocht bij het water de verkrachting gehoord te hebben. Hij dacht toen dat twee dronken mensen seks hadden. Bewakingsbeelden laten zien dat Leo de bewuste tas bij de woning van Ed heeft gelegd. Clive wordt dan door Ellie en Hardy gedwongen te bekennen dat hij na de bewuste verkrachting zijn stiefzoon Michael en Leo op een weg vlak bij het feest had opgepikt. Door deze bekentenis worden Michael en Leo gearresteerd. Flashback: Michael wordt door zijn stiefvader tijdens een voetbalwedstrijd gekleineerd. Leo zoekt dan vriendschap met Michael en begint met hem alcohol te drinken. Als Michael aan Leo bekent nog maagd te zijn regelt Leo een seksuele date voor Michael met zijn vriendin. Zij gaan dan samen naar het feest van Cath waar Leo dan Trish met een cricketbat neer slaat, en samen met Michael sleuren zij haar naar een verborgen plek langs het water. Daar wordt Michael door Leo gedwongen om haar te verkrachten, wat hij uiteindelijk dan doet. Heden: Michael bekent in tranen dat hij Trish verkracht heeft, en dat hij dit deed onder dwang van Leo. Clive smeekt Ellie en Alec hem hiervoor te straffen in plaats van zijn stiefzoon, maar zij weigeren hier gehoor aan te geven. Dan ontdekken Ellie en Alec op de telefoon van Leo video-opnames van meerdere verkrachtingen, waaronder van Trish, Laura Benton en twee onbekende slachtoffers. Leo bekent deze verkrachtingen zonder enige sporen van spijt, dit omdat hij dit als normale seks ziet. Ondertussen spreken Mark en Beth met elkaar over hun huwelijk, en concluderen dat deze afgelopen is. Dominee Paul besluit zijn gemeente te verlaten en houdt dan voor een volle kerk een afscheidspreek. Na deze dienst verlaat Mark zijn gezin om ergens anders een nieuw begin te maken. |            |              |                      |                | |                  |  |